# 剱沢小屋雪崩事故

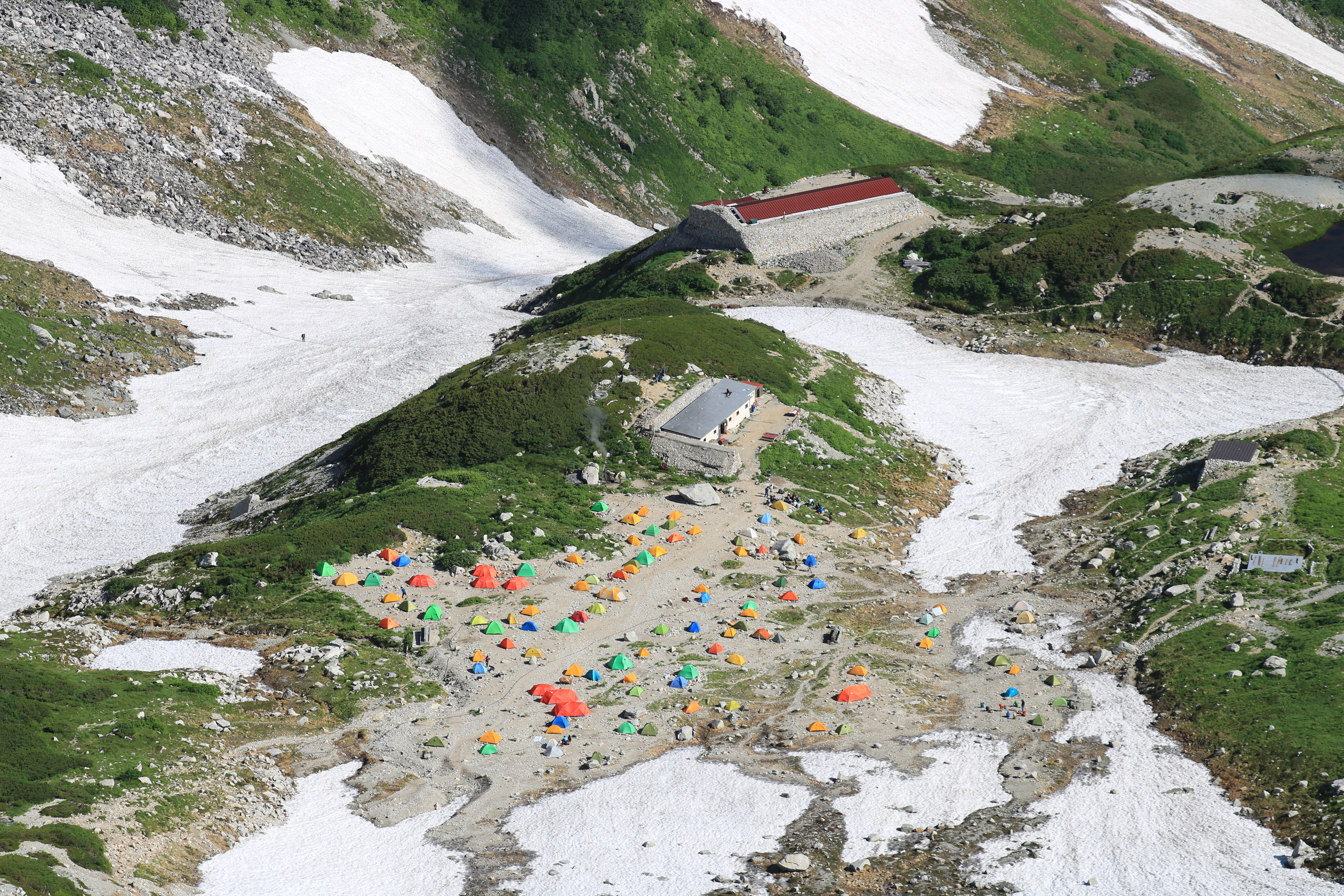
別山から見下ろす剱沢右岸の別山平にある剱澤小屋とキャンプ指定地

剱沢小屋雪崩事故（つるぎさわごやなだれじこ）は、1930年（昭和5年）1月9日に東京帝国大学スキー山岳部OBら6名が黒部川上流の剱沢沿いにある別山平の山小屋「剱澤小屋」で大規模な雪崩に遭い遭難した事故。参加パーティー6名全員が死亡した。

## 登山
この登山計画は東京帝国大学のスキー山岳部OBで内務省都市計画課に勤務する田部正太郎（27歳）が厳冬期の剱岳登山、およびこの時期の剱岳・立山の風景を撮影したいという思いを抱き、部の先輩で大学院で写真科学を研究していた窪田他吉郎（30歳）に相談したことに端を発する。窪田と田部は金沢市にある第四高等学校以来の先輩後輩の間柄で、窪田は1923年（大正12年）3月に立山から針ノ木岳をスキーで初踏破、田部は1925年（大正14年）3月に薬師岳をスキーで初登頂した記録を持っていた。2人はスキー仲間である理化学研究所の松平日出男（27歳）と慶應義塾大学学生の土屋秀直（21歳）を誘い、冬の剱岳・立山登山を行うことになった。松平は東京帝国大学出身であるがスキー山岳部のOBではなく、土屋ともどもスキーの経験はあったものの、登山の経験はほとんどなかった。なお、田部は登山家の田部重治の兄で英文学者の田部隆次の長男、土屋は武田信玄の家臣土屋昌恒を祖とし、江戸時代には老中土屋政直を輩出した旧土浦藩主家当主である土屋正直子爵（宮内省侍従）の長男であった。現地での案内人は芦峅寺の佐伯兵次（25歳）・佐伯福松（42歳）の2名が引き受けた。兵次は若手ながら経験豊富で、福松は力自慢で知られていた。
1929年（昭和4年）12月28日、7時20分発の列車で上野駅を出発した一行は、富山駅・千垣駅を経由して翌29日朝に芦峅寺の兵次宅を訪問し、兵次・福松と合流した。翌30日から立山登山を開始してその日のうちに弘法小屋に到着した。なお、1923年（大正12年）に遭難死した板倉勝宣の慰霊のため31日に松尾峠に立ち寄った際に、たまたま弘法茶屋から同行した加藤文太郎と些細なトラブルを起こしている。1月2日に地獄谷・別山乗越を経由して剱澤小屋に到着した。3日は休養日に充てていたが、この日に室堂経由の別ルートで剱沢に入った加藤と再会した。しかし、そこで窪田が単独行で山岳界に知られてきた加藤の姿勢を批判したことから再びトラブルとなり、窪田らに一緒の剱岳登山を断られた加藤は先に前剱まで上った後に下山することになった。結果的に加藤が生前の一行を見た最後の人物となった。

## 捜索
現地では1月4日頃から天候が悪化し始めていた。田部の父である田部隆次は、下山予定日の1月6日になっても4人が戻ってこないことで不安になり、窪田の家に電話をかけたが、兄と同様登山経験のある窪田の弟は「多少の遅れはあることではないか」と述べている。また、8日になって北國新聞富山支局が「土屋慶大生遭難か」という記事を作成したときに金沢本社が富山県警察部に問い合わせたが、管轄の五百石警察署からは「ガイドからの届出では遅くても10日には下山するということだったため、まだ遭難とは断定していない」という回答が返ってきた。しかし、9日付の『北國新聞』朝刊に当該記事がそのまま掲載され、これを読んだ『報知新聞』の記者が田部隆次と土屋正直の元に取材に訪れたことから、一気に緊迫感が高まった。また、同日に田部隆次が田部の勤務先である内務省に相談に訪れたときに省内で遭遇した友人である土木局長三辺長治もこのことを危惧しており、富山県庁や警察に調査を働きかけ、これを受けて五百石警察署は9日段階で天候が落ち着いてきたこともあり、捜索隊を出すことにした。
1月10日午前4時、芦峅寺の現地ガイドである佐伯栄作（兵次の長兄）・志鷹喜一・佐伯善孝の3名の捜索隊が剱沢方面に向かって出発した。捜索隊は途中で兵次の次兄である佐伯宗作が同志社大学山岳部のパーティーを連れて下山するところに遭遇した。佐伯宗作らは3日に登山を開始して弘法小屋に入り、4日に入って天候が悪化したことでそのまま弘法小屋での待機を余儀なくされていたが、そこで下山中の加藤文太郎と到着した。加藤は佐伯宗作に一行が剱沢小屋にいること、向こうは食料も燃料も豊富にあるため何日かは持つだろうから、もしも天候が悪化した場合でも吹雪が収まるのを待っているのではないか、と話した。佐伯宗作の話を聞いた3人は何日も経ていることを考えて剱澤小屋に急ぐことにし、登山を断念して下山する同志社大学のパーティーに同行する佐伯宗作にはその話を警察に伝えるように頼んだ。ところが、話が行き違ったのか「6人は剱澤小屋にいて、明日頃には下山できる」という話にすり替わってしまい、さらに東京の関係者には「4人は無事」という連絡になって伝わってしまった。
捜索隊は11日に弘法小屋、12日に室堂小屋に到着し、13日午前5時半に剱沢に向かって出発した。しかし、10時半頃に剱沢に着いた3人が沢に何もないことに気付き慌てて駆けつけると、小屋の背後にあった剱御前で発生したと思われる雪崩が背後から小屋を襲って埋め尽くしたことが判明した。床は石垣に保護されて無事のようであったが、あたりは1メートル以上の雪が残り、スキー板などが散乱していることから生存は絶望的かと思われた。佐伯栄作が弟の遺体を掘り起こそうとしたとき、志鷹喜一が「もし、兵次の遺体だけを掘り起こしたのでは、他の埋没者の家族の方に申し訳が立たない。それに我々3人だけでは全員の遺体を掘り起こすのは無理だ。それよりも、直ちに山を下りてこのことを報告するのが先決だろう」と言ってそれを止めさせた（これが後日、問題となる）。救援隊は下山を急ぎ、14日には雪崩の一報を伝えることになった。東京には無事と伝えられていただけに、雪崩により全滅したという知らせは、衝撃的なニュースとして日本全国に報じられた。とりわけ、犠牲者の中にメンバー最年少ながら華族で子爵家の次期当主であった土屋が含まれていたことが大きく注目され、「土屋侍従令息等 一行六名立山で遭難」と報じられた。
16日早朝、36名からなる捜索隊と連絡に従事する通信隊13名が芦峅寺を出発した。通信隊の拠点である弘法小屋には16日中に到着したものの、17日午後に室堂まで来たところで吹雪に見舞われて待機を余儀なくされ、剱沢に着いたのは20日の午前7時10分であった。捜索は順調に進み、8時30分頃までに6人全員の遺体を発見したと思われたが、救助隊のメンバーが窪田がまだ生きていることを指摘した。救助隊は慌てて心臓マッサージや人工呼吸を行い、一時は回復するかに思われたが、程なく息を引き取った。発見時の状況から6人は寝袋に入って就寝中に雪崩に襲われ、桁は佐伯兵次・佐伯福松・窪田・田部の4名の上に斜めに落下しており、一番端に寝ていた佐伯兵次は桁の直撃を眉間に受けて即死、福松と田部も重傷を負ってしばらくもがいた後に死亡、松平は壁板に潰され、土屋も圧死したと推測された、ただ大柄の佐伯福松と田部の間に寝ていた小柄の窪田は桁の直撃を免れることができたと推測された。6人の遺体はその日のうちに室堂に戻されて仮の通夜が実施され、22日に芦峅寺に帰還、23日に慰霊祭と告別式が行われて遺体は荼毘に付された。

## 後日譚
ここで問題になったのはいつ雪崩が発生したか、という点であった。当初、遺留品の中にあった角砂糖の包紙の裏に書かれていた天候と気温のデータが1月3日までしか記されていなかったことから、3日の夜から4日未明説が出た。しかし、加藤や同志社大学山岳部パーティーの証言は4日までは降雪がなく、5日以降に吹雪になって8日まで続いたという点で一致しており、疑問が出されていたところ、5月28日に剱澤小屋の管理人・佐伯源次郎父子と東京帝国大学山岳スキー部員2名が小屋の後片付けに訪れた際に田部と窪田の手帳が見つかった。田部の日記には4日から8日まで「吹雪」「猛吹雪」の言葉が並んだ後、遺言が書かれており、縦書きと横書きが混じって判別できないところがあるものの、9日の午前4時20分に雪崩にやられたこと、筆記時点で窪田と自分だけが生存していること、倒壊した小屋の下敷になって足が動かず、もうじき窒息する見通しが綴られていた。これは即死した佐伯兵次の時計が4時20分で止まっているのと一致しており、田部の記述がほぼ正確な時刻であることが確認できる。窪田の手帳にも遺言が書かれており、20日の午前2時の時刻が記されていた。ところが、田部と窪田の遺言が発見されたことで、13日午前に佐伯栄作が雪を掘り起こそうとしたのを志鷹が止めたことで窪田が見殺しにされてしまったという非難の声が高まった。ただし、羽根田治によれば、2020年時点の医学でも雪崩に埋没後15分以上経過すると急速に生存率が下がり、2時間以上生き残るのは困難とされており、窪田が嗜眠状態で11日間生き延びたこと自体が奇跡に属することで、志鷹の判断は責められないとする見解もある。

## 原因
6人全員が死亡したため、正確な原因は不明であるが、事故報告書は1月4日午後から降った雪は3日間吹雪いて8日までに多量の積雪をもたらし、9日になって強風の影響もあり新雪自身の重みで雪崩となって落下したと推測している。計画の目的が剱岳登頂でそれを前提に剱澤小屋に留まっていたであろう一行が雪崩の可能性に気付いていたとしても、3日間にわたる吹雪で動けなくなってしまっていた可能性は高い。
1923年（大正12年）に発生した板倉勝宣の遭難事故をきっかけに富山県は立山連峰における山小屋建設を官民問わず認める方針を示し、翌1924年5月に行われた秩父宮雍仁親王の立山登山の際、一行が暴風雨に遭遇したこともあって山小屋建設が促進された。営林署職員をしていた佐伯源次郎が富山県電気局が設けていた岩室の調査小屋をトタンで補強して剱澤小屋を建設したのもこの1924年のことであった。剱澤小屋は1928年（昭和3年）には増築と補強が行われており、設置以来今回の事故まで一度も雪崩の被害を受けたことがなかった。このため、遭難した窪田も出発前に家族に「小屋にいれば心配ない」と語り、スキー山岳部関係者も堅固な剱澤小屋の崩壊は想定外であったと語ったほどであった。しかし、実際に雪崩で死者を出してしまった以上、山小屋の設置位置に対する疑問などが提議され、その後に別山乗越小屋（現在の剱御前小屋）など他の山小屋が新設されるきっかけになった。しかし、佐伯源次郎は同じ場所に剱澤小屋を再建し、1945年（昭和20年）まで経営・管理を続け、以降も中井敏雄、佐伯文蔵・友邦父子に引き継がれた。しかし、1959年（昭和34年）の伊勢湾台風では小屋の屋根が吹き飛ばされ、1963年（昭和38年）の三八豪雪では再び雪崩で全壊した。その後、1969年（昭和44年）・1971年（昭和46年）と雪崩の被害に遭い、1981年（昭和56年）に剱澤小屋は200メートルほど高い場所に移転した。すると今度は別山北尾根側からの雪圧に耐えきれずに1989年（平成元年）に崩壊、2006年（平成18年）にも大きな被害を受けた。このため、2008年（平成20年）には剱澤小屋は雪崩のリスクを踏まえた上で元の場所に再建されることになった。
現在、剱澤小屋のすぐ横には6名の霊を祀る「六字塚」と呼ばれる慰霊碑が建てられている。